# Viktor Ramov
Viktor Ramov ( Žman na Dugom otoku, 21. travnja 1889. – Zagreb, 25. travnja 1974.), hrvatski pravnik.

## Životopis
Viktor Ramov rođen je 21. travnja 1889. U Žmanu na Dugom otoku. Pučku školu pohađao je u Žmanu. U Zadru je završio gimnaziju u kojoj je nastavni jezik bio hrvatski. Nakon toga otišao je studirati pravo u Zagreb. U Zagrebu je i doktorirao. 
U Prvom svjetskom ratu mobiliziran je od lipnja 1914. do srpnja 1917. Od rujna 1915. služio je kao poručnik u 22. domobranskoj pješačkoj pukovniji. U vrijeme južnotirolske ofenzive (proljeće/ljeto 1916.) boravio je na talijanskoj fronti, na poziciji Monte Pasubio u Dolomitima.      
Službovao je u Novom Sadu, Čakovcu, Prelogu i Zagrebu.
Uspostavom NDH radio je kao službenik u Ministarstvu narodnog gospodarstva NDH u koje je, po vlastitim riječima, ušao posredstvom književnika Slavka Kolara, potom kao savjetnik pri Predsjedništvu vlade NDH i kvestor u Hrvatskom državnom Saboru. 
Usporedo s vojnom, ustaše su izgrađivale i civilnu vlast, pa je tako, nakon kapitulacije Italije 1943. u sjevernoj Dalmaciji bila po naređenju poglavnika dr. Ante Pavelića formirana i Župa Sidraga i Ravni kotari sa središtem u Zadru, odnosno Zemuniku. Ramov je imenovan za velikoga župana župe koja je trebala obuhvatiti kotareve Benkovac, Biograd, Preko te grad Zadar i trebala je zpočeti s radom 1. studenoga 1943. 
U izvješću zapovjedništva njemačke vojske upućenom veleposlaniku Kascheu stoji da kad je dolaskom u Zadar shvatio da Nijemci nemaju namjeru predati vlast, "nije se suzdržao od neutemeljenih i bezobraznih optužbi na račun njemačke vojske". Ramov se tada povlači iz Zadra, s pratećim rudimentima vojnih i civilnih institucija (vojna postrojba i ustaško povjereništvo), a za sjedište velike župe odredio je Zemunik. 
Izvješća o prvim aktivnostima oko uspostave vlasti, dodirima vlasti NDH s njemačkim postrojbama, četnicima koji su se nalazili oko Zemunika i bili pod okriljem Nijemaca i posebno s partizanima koji dominiraju u Sjevernoj Dalmaciji, ukazuju na paraliziranost građanske uprave te se Ramov odmah po dolasku suočava s nemogućnošću preuzimanja vlasti. Prema izvješćima nadležnima u Zagrebu partizani su bili gospodari velikog dijela župe i kretanje je ovisilo o njihovoj dobroj volji. Uspostava nove vlasti bila je otežana još izrazitije negoli u ostatku sjeverne Dalmacije. 
U monografiji „Ustaše na Jadranu“ Nikica Barić prati djelovanje župana Ramova prema njegovim izvješćima koja opisuju stanje u župi i predlažu propagandistička, organizacijska i vojna rješenja koja nisu urodila plodom te je Ramova s dužnosti velikog župana već nakon nekoliko mjeseci zamijenio Jakov Alač. Dužnost župana doktor Ramov je obnašao od 1. studenoga 1943. do 16. lipnja 1944. godine.
Obiteljska sjećanja potkrijepljuju pozitivnu ulogu Ramova koji je dugootočkoj rodbini pomagao iz daljine i u velikoj tajnosti jer je otok bio pod pretežitom kontrolom partizana.  
Nakon smjene i povratka u Zagreb u ljeto 1944. godine, prema liječničkoj potvrdi, Ramov odlazi na bolovanje i tako dočekuje proljeće 1945. te ne videći razloga za bijeg novu jugoslavensku komunističku vlast dočekuje u gradu.
Viktor Ramov je 10. rujna 1945. bez suđenja osuđen na kaznu smrti strijeljanjem, trajan gubitak svih političkih prava osim roditeljskih te na konfiskaciju imovine. 
Supruga Marija 12. rujna 1945. upućuje Predsjednišvu Privremene narodne skupštine Federativne Jugoslavije molbu za pomilovanje koju svojim preporukama dopunjuju nadbiskup zagrebački dr. Alojzije Stepinac i mons. Svetozar Rittig. Molbu u listopadu nadopunjuje izjavama svjedoka iz Preloga, Zagreba i Zemunika te biskupa šibenskog dr .Jerolima Milete. 
Supruga i kćer i dalje vode akciju spašavanja, prikupljaju svjedočanstva o pomaganju te je Ramov svoju molbu za obnovu kaznenog postupka (6. 11. 1945.) mogao potkrijepiti iskazima mnogih poimence nabrojenih svjedoka, kojima je pomogao i oslobodio iz logora.
Krajem 1945. godine kazna je preinačena na vremensku od dvadeset godina prisilnog rada. Pribavljanjem još nekih svjedočanstava o djelovanju u Dalmaciji Ramov je 1950. godine oslobođen, a o petogodišnjoj robiji u obiteljskim dokumentima kao ni u državnim arhivima nema podataka te se o njegovom smještaju doznaje iz molbe za njegovo pomilovanje od 9. studenoga 1947., zadarskog nadbiskupa Munzanija Bakariću, u kojoj stoji „da je Ramov sad u Staroj Gradiški”.
Viktor Ramov umro je 25. travnja 1974. u Zagrebu.